# Азербејџан на Светском првенству у атлетици у дворани 1997.
Азербејџан је учествовао на 6. Светском првенству у атлетици у дворани 1997. одржаном у Паризу од 7. до 9. марта. 
У његовом трећем учешћу на светским првенствима у дворани, Азербејџан је представљао један атлетичар који се такмичи у троскоку. 
Атлетичари Азербејџана није освојио ниједну медаљу, нити је оборорио неки рекорд.

## Учесници
Мушкарци:
- Алексеј Фатјанов — Троскок

## Резултати

### Мушкарци
| Атлетичар        | Дисциплина | Лични рекорд | Квалификације | Квалификације | Финале               | Финале       | Детаљи         |
| Атлетичар        | Дисциплина | Лични рекорд | Резултат      | Место         | Резултат             | Место        | Детаљи         |
| ---------------- | ---------- | ------------ | ------------- | ------------- | -------------------- | ------------ | -------------- |
| Алексеј Фатјанов | троскок    | 16,42        | 15,62         | 13. у гр. А   | Није се квалификовао | 24 / 25 (26) | [ мртва веза ] |